# Krempl-Hochhaus
Das Krempl-Hochhaus ist ein Wohn- und Geschäftsgebäude in Linz. Von einer bis zur Renovierung zu Beginn der 2000er Jahre vorhandenen grünen Fassadenbekleidung leitete sich die volkstümliche Bezeichnung „Spinatbunker“ ab.

## Geschichte
Das Haus wurde bis 1970 nach Plänen des Architekten Artur Perotti von der Baufirma Hamberger errichtet und galt als modernes und innovatives Gebäude mit 260 Wohneinheiten. Im Erdgeschoß befinden sich Geschäftsräume mit einer Fläche von 770 m². Das in die Jahre gekommene Gebäude hat sich immer mehr zu einem sozialen Brennpunkt entwickelt. Das Gebäude ist für den gesamten Stadtteil prägend. Der volkstümliche Begriff „Spinatbunker“ hat bis heute Bestand und ist als Ortsangabe gebräuchlich, etwa in Anfahrtsbeschreibungen für öffentliche Gebäude, und auch die Post stellt Sendungen mit der Anschrift „Spinatbunker“ zu.